# Новости Югры
Новости Югры (ранее «Ханты-Манчи шоп (шой)»/«Hantь-Maŋꞩi ꞩop», «Остяко-Вогульская правда», «Сталинская трибуна», «Ленинская правда») — общественно-политическая газета на русском языке, издающаяся в Ханты-Мансийском автономном округе — Югре. Газета освещает общественно-политические события, происходящие в округе.
Газета выходит 3 раза в неделю тиражом до 60 тыс. экземпляров на 8-24 полосах формата А3. Учредитель — Дума Ханты-Мансийского автономного округа — Югры, Правительство Ханты-Мансийского автономного округа — Югры.

## История и названия
Газета является старейшей в округе. Летом 1931 года в посёлке Остяко-Вогульск была открыта первая в округе типография, а 7 июля 1931 года отпечатан первый номер газеты с заголовками на хантыйском и мансийском языках — «Ханты-Манчи шоп (шой)»/«Hantь-Maŋꞩi ꞩop» — «Остяко-Вогульская правда». Её тираж составил 4 тысячи экземпляров. Газета появилась ещё до официального образования выборных органов власти Остяко-Вогульского национального округа и первоначально являлась органом бюро по его организации (оргбюро).
С 1933 года газета носит название «Ханты-Манчи шоп», с 1937 — «Остяко-Вогульская правда». С января 1941 года стала называться «Сталинская трибуна», а с 11 ноября 1956 года — «Ленинская правда».
1 ноября 1957 года началось издание самостоятельной газеты на хантыйском языке: «Ленин пант хуват» («По ленинскому пути»). Её редактором был фронтовик, первый хантыйский писатель Григорий Дмитриевич Лазарев. В основном поначалу для этой газеты переводились материалы «Ленинской правды».
По мере того, как Ханты-Мансийск превращался в нефтяную столицу Западно-Сибирского нефтегазоносного бассейна, росло влияние газеты в отражении развития края. Журналисты поддерживали народные инициативы по сбору библиотек для строителей нефте- и газопроводов, требовали сбалансированного социального развития городов округа, чтобы они стали привлекательными для жизни и работы, были оснащены всей необходимой инфраструктурой.
Газета выступала организатором различных мероприятий — например, соревнований по лыжам и биатлону на приз «Ленинской правды».
В 1972 году газета и Ханты-Мансийский округ представляли свои успехи в экономическом и культурном развитии на ВДНХ в Москве.
В эпоху перестройки (с 1985 года) на страницах газеты стали публиковаться полемические заметки Евгении Никитиной, Ирины Притчиной и Виталия Копнова. Валентина Патранова раскрывала тему репрессий 1930-х—1940-х годов, писала о жизни спецпереселенцев на Севере.
С 1986 года в «Ленинской правде» появляются сдвоенные субботние номера.
В 1988 году она переходит на трёхразовый выпуск, создаётся новая модель газеты. В ежемесячном приложении «Краевед» публикуются статьи о забытых страницах истории, привлекавшие большой интерес читателей.
1 января 1991 года газета получила современное название.
С 18 мая 1994 года печать газеты стала офсетной.
В 2006 году решением правительства Югры был образован Издательский дом «Новости Югры» — компания полного цикла, которая объединяет производство полиграфической продукции на современном оборудовании, печатные и электронные средства массовой информации. Редакция газеты вошла в эту компанию.

## Отражение жизни округа
Вместе с Ханты-Мансийским округом газета пережила строительство городов и посёлков в ходе освоения Севера, коллективизацию и внедрение новых технологий рыбного промысла. К середине 1930-х годов округ почти полностью обеспечивал себя сельскохозяйственной продукцией, производя молоко и молочные продукты, картофель и овощи. Было открыто авиасообщение между Тобольском и Ханты-Мансийском, о чём тоже рассказала газета.
В 1935 году окружная газета впервые сообщает об успешном бурении разведочных скважин по поиску нефтепроявлений на Югане, а в июне 1960 года «Ленинская правда» первой сообщила об открытии большой Тюменской нефти. Пробирку с шаимской нефтью от бурового мастера Семёна Урусова привёз в редакцию журналист Борис Прибыльский.
«Ленинская правда» первой ввела в общественный оборот названия и имена, прогремевшие на всю страну: Шаим, Самотлор, Пунга, Мамонтово, Игрим; Урусов, Мелик-Карамов, Салманов. Ханты-Мансийский округ стал большой Всесоюзной ударной стройкой, а газета — её хроникёром.
В то же время освоение Тюменской нефти изменило жизнь и быт коренных народов, которые на какое-то время были лишены традиционных стойбищ и угодий. Об этом писала в газете Альбина Глухих, которая описывала жизнь и обычаи коренных народов Севера — ханты, манси, ненцев, а также в ходе журналистских командировок объездила практически все промыслы тюменской нефти и газа, добираясь туда на вездеходах и вертолётах. Она также впервые написала об истории Казымского восстания ханты.

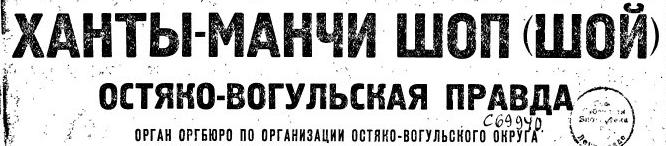
Логотип газеты (1931 год)

## Главные редакторы
1931 — Тарутин (биографических данных нет), ответственный секретарь М. И. Синицын.
1934 — А. П. Савинов, заместитель редактора А. И. Ратников, ответственный секретарь А. П. Данилов, журналисты Г. Воронцов, А. Губин, Г. Зырянов, В. Тавлатов, фотокорреспондент А. Кузнецов.
1937 — редакторами газеты были И. Е. Смирнов, С. В. Васильев.
март 1940 — октябрь 1941 — Александр Иванович Ратников.
с октября 1941 года — Г. Н. Скрипунов.
с апреля 1943 года — А. И. Цибилев, затем Н. В. Пелевина, Г. Д. Лазарев, М. Н. Мусиенко.
С января 1962 года редактором газеты стал К. Рябков.
С января 1963 года газету возглавил Николай Георгиевич Бахлыков.
1970 — 14 октября 1997 года — Новомир Борисович Патрикеев.
с 15 октября 1997 года главным редактором стал Николай Иванович Баталов, ранее главред «Сургутской трибуны».
2008—2010 — во главе газеты югорский писатель Сергей Козлов. В апреле 2010 года он подал в отставку. Причиной этого, по его собственным словам, стала утрата контроля над бюджетной политикой издания.
1 января 2011 года главным редактором газеты стал Тимур Волков — бывший заместитель генерального директора телеканала «Югра». Однако уже в августе 2011 года на этот пост был назначен выходец из кондинского информационно-издательского центра «ЕВРА» Александр Григоренко. Год спустя, в ноябре 2012 года, он покинул издание, которое возглавила Татьяна Терёхина.
С ноября 2014 года пост главного редактора занимает Владимир Меркушев.

## Ведущие журналисты
В газете начинали свой творческий путь основоположники литературы ханты и манси Григорий Лазарев, Юван Шесталов, Андрей Тарханов, Мария Волдина, Еремей Айпин.
Имена журналистов главной газеты округа вошли в историю. В старшем поколении это бывшие фронтовики Григорий Лазарев, Борис Прибыльский, патриоты Севера Новомир Патрикеев, Анатолий Корнеев, Михаил Загайнов, Галина Деркач, Николай Бахлыков. Им на смену пришли Альбина Глухих, Виталий Копнов, Евгения Никитина, Валентина Патранова, Андрей Рябов, Елена Потехина, Татьяна Северская, Наталья Двизова, Анна Лейниш, Наталья Пивоварчик. Сегодня костяк редакции составляют Михаил Осипов, Алексей Нейман, Оксана Кузнецова,  Ирина Пуртова, Виктория Шкляр, Елена Карманова, Екатерина Лосецкая.